# 小笠原長邕
小笠原 長邕（おがさわら ながさと）は、豊前国中津藩5代藩主。

## 生涯
正徳元年（1711年）8月21日、第4代藩主・小笠原長円の長男として江戸で生まれる。正徳3年（1713年）に父が死去したため跡を継いだ。しかし幼少のため、犬甘左衛門や丸山将監らの補佐を受けた。
享保元年（1716年）9月6日に死去した。享年6。世子がなく、中津藩小笠原家は無嗣改易となった。ただし、藩祖の忠脩らの功績を考慮した幕府によって、長邕の弟の長興が播磨安志1万石に移封立藩となることで存続を許された。